# JR北海道731系電車
731系電車（731けいでんしゃ）は、北海道旅客鉄道（JR北海道）が1996年（平成8年）から運用している通勤形交流電車である。

## 概要
札幌圏のラッシュ時における混雑緩和と711系の置き換えを目的として開発された、JR北海道初の本格的な通勤形車両である。また、同時期に非電化区間から札幌都市圏へ直通する列車へ対応する車両として開発されたキハ201系気動車とは共同プロジェクトで開発され、仕様を徹底して共通化している。
1996年12月24日に営業運転を開始し、1999年（平成11年）までに3両編成19本（57両）が川崎重工業と日立製作所により製造され、711系初期車を置き換えた後、2006年（平成18年）に3両編成2本（6両）が一部仕様を変更して増備された。
形式の「731」は日本国有鉄道→JR北海道において、711系、721系に続く通勤・近郊型電車であることから、1桁目を先代の2系列を踏襲した「7」、2桁目に「3番目」を意味する「3」、3桁目も先代の2系列を踏襲した「1」を付番したとされている。
1997年度鉄道友の会ローレル賞を受賞。国鉄→JRの通勤形車両の受賞は本形式が史上初となった。

### 導入の経緯
導入当時、札幌駅を発着する函館本線・千歳線・札沼線（学園都市線）は、札幌都市圏における人口の一極集中により、年4％の輸送量増加が続いていた。特に電化区間では、列車によっては朝ラッシュ時の乗車率が250％を超える状況にあった。
当時電化区間の通勤・近郊輸送に用いられる電車としては、国鉄から継承した711系とJR北海道発足直後に投入した721系が用いられていたが、うち711系は1996年（平成8年）時点で試作車投入から30年を迎え、老朽化が進んでいた。加えて、711系は加速度が1.1 km/h/sと721系の半分であり、最高速度も110 km/hと721系（120 km/h、後年130 km/h運転も実施）より遅いことから、列車設定上の障害となっていた。また、711系は片側2扉であり、ステップの段差も高いことから、721系の1.7倍の乗降時間を要し、朝ラッシュ時に常時4～5分の列車遅延が常態化する状態となっていた。
このため、711系の置換を目的とした本系列は721系並みの性能の確保に加え、本格的通勤車両として、オールロングシート、客室仕切り廃止、さらに気動車との協調運転対応など、従来のJR北海道の車両にはない仕様が盛り込まれた。

## 車両概説
本系列およびキハ201系気動車の開発時のコンセプトは、以下の通りであった。
特に下記4.を実現するためにキハ201系気動車とは車体・機器・性能・取り扱いなど徹底した共通化が図られ、双方の動力を同調させての協調運転を可能としている。なお、本系列はキハ201系気動車のほか、721系電車との併結運転が可能であり、後年登場した733系・735系電車とも併結可能である。
1. 快適で乗り降りしやすい車両
  - 乗り降りしやすい車両
  - 快適な室内
  - 移動制約者の方も利用しやすい車両
2. 環境にやさしい車両
  - ブレーキ力を電力に回生する省エネ電車
3. 雪国に強い車両
  - 冬季も安定した走りをする車両
4. 数多くの列車本数を可能にする車両
  - 気動車を電車並みの性能にする
  - 電化区間で電車と気動車を併結する

デザインは内外装ともに、苗穂工場で行われた。
本項では特記ない限り、1次車登場時の仕様を述べる。

### 車体
ビード付きの軽量ステンレス製（前頭部のみ普通鋼）で、車体傾斜装置を持つキハ201系気動車と共通の構体を用いているため、車体断面は上方窄まりの台形断面となっている。客用扉は721系同様の片開き式のものを片側3箇所に設けているが、有効幅1,150mmとして2人が並んで乗り降りできる幅を確保しているほか、後述の低床化により低床ホームに対応するステップは高さ18 cm（721系と同等、711系比 -15 cm）、ステップ面高さ970 mmを実現している 。
扉間は大型の固定窓を2枚配置し、車端部は機器などを設置するため窓は設けていない。
先頭部は721系などと同様貫通式としたが、踏切事故の際に乗務員を保護する観点から高運転台構造（運転士目線位置:レール面3m）とし、加えて衝撃吸収構造とした。また、冬季対策として、前照灯は全6灯（腰部の2灯はHID）としたほか、スノープラウ兼用の大型スカート、高速ワイパーを装備している。正面貫通扉には、増解結時間短縮のため自動幌装置が採用された。
車体側面には、コーポレートカラーの萌黄色（ライトグリーン）と赤の帯（前面は赤のみ）を配する。
前面上部の種別表示器・側面の行先表示器はともに幕式である。

### 内装
内装は1995年（平成7年）に711系S-112編成を用いた接客設備の仕様検討が事前に行われた。
艶消しのグレーを基調としており、乗降口付近は視認性向上のため黄色とした。乗降時間短縮のため、車内は全てロングシート（有効幅455mm/人）とし、3・5・3人（先頭車前位寄りのみ3・4・3人）にスタンションポールで区分される。新製時点では、座席モケットは紫色（優先席は灰色）であった。
また、従来の北海道向け車両の出入り台に存在したデッキは廃止された。代わって暖気・寒気進入抑制の観点から、客用扉上部と左右にはエアカーテン、ボタン開閉式の半自動ドアを装備し、加えて遠赤外線暖房、温風暖房や固定遠赤外線暖房も装備している。また、一部の出入り台付近は跳ね上げ式の座席を装備している。
このほか、ドアチャイム・自動放送装置・3色LED式車内案内表示装置（各乗降扉上部。左右で千鳥配置）を落成時から装備する。
便所はTc1車に和式のものを設置する。2006年製の G-120・G-121編成は一部仕様が変更され、バリアフリー対応として従来の和式トイレに代わって車椅子対応の洋式トイレ(センサー式)を設置したため、クハ731形の後位客用扉が中央寄りに移された。
運転台は721系や785系などと同様の左手操作式ワンハンドルマスコンを搭載し、モニタ装置はタッチパネル式のカラー液晶ディスプレイとなった。

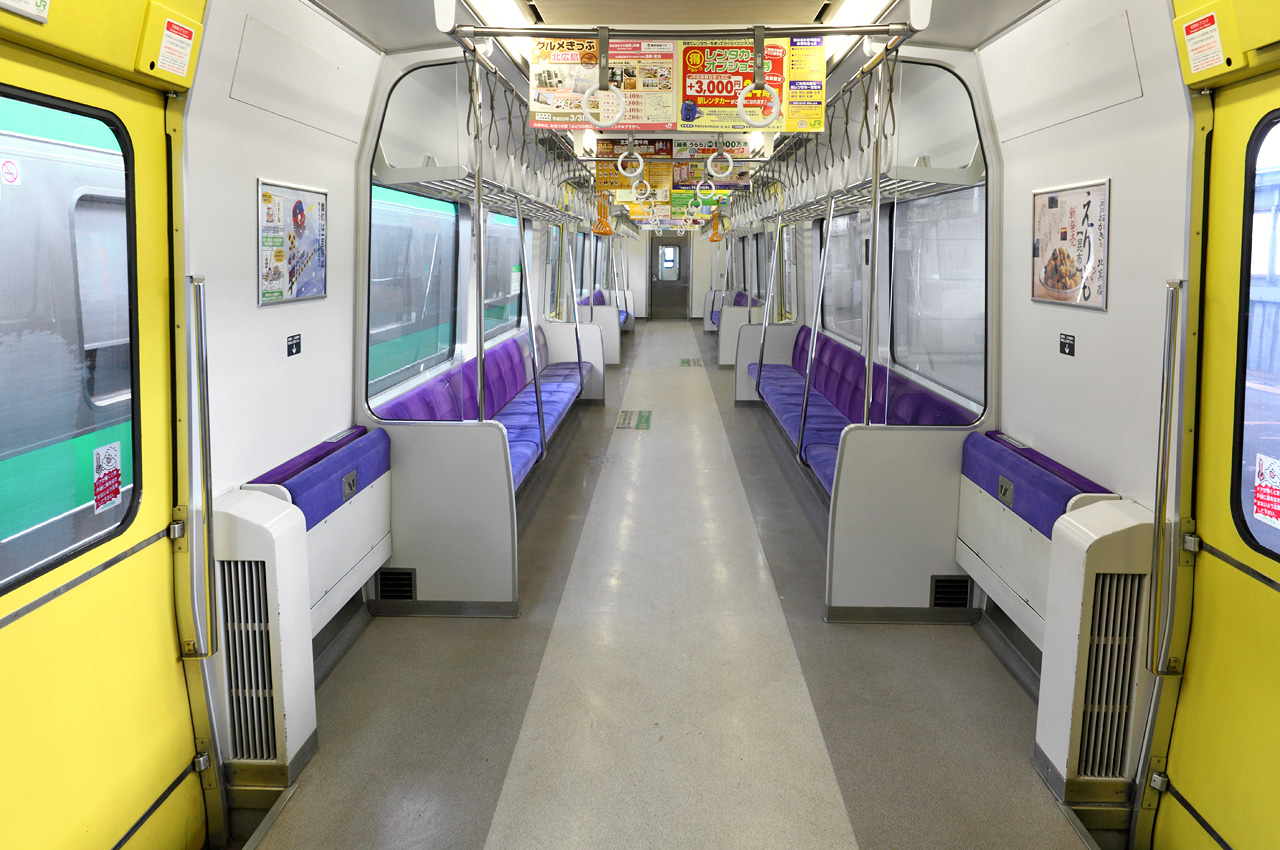
車内（跳ね上げ式座席収納時）
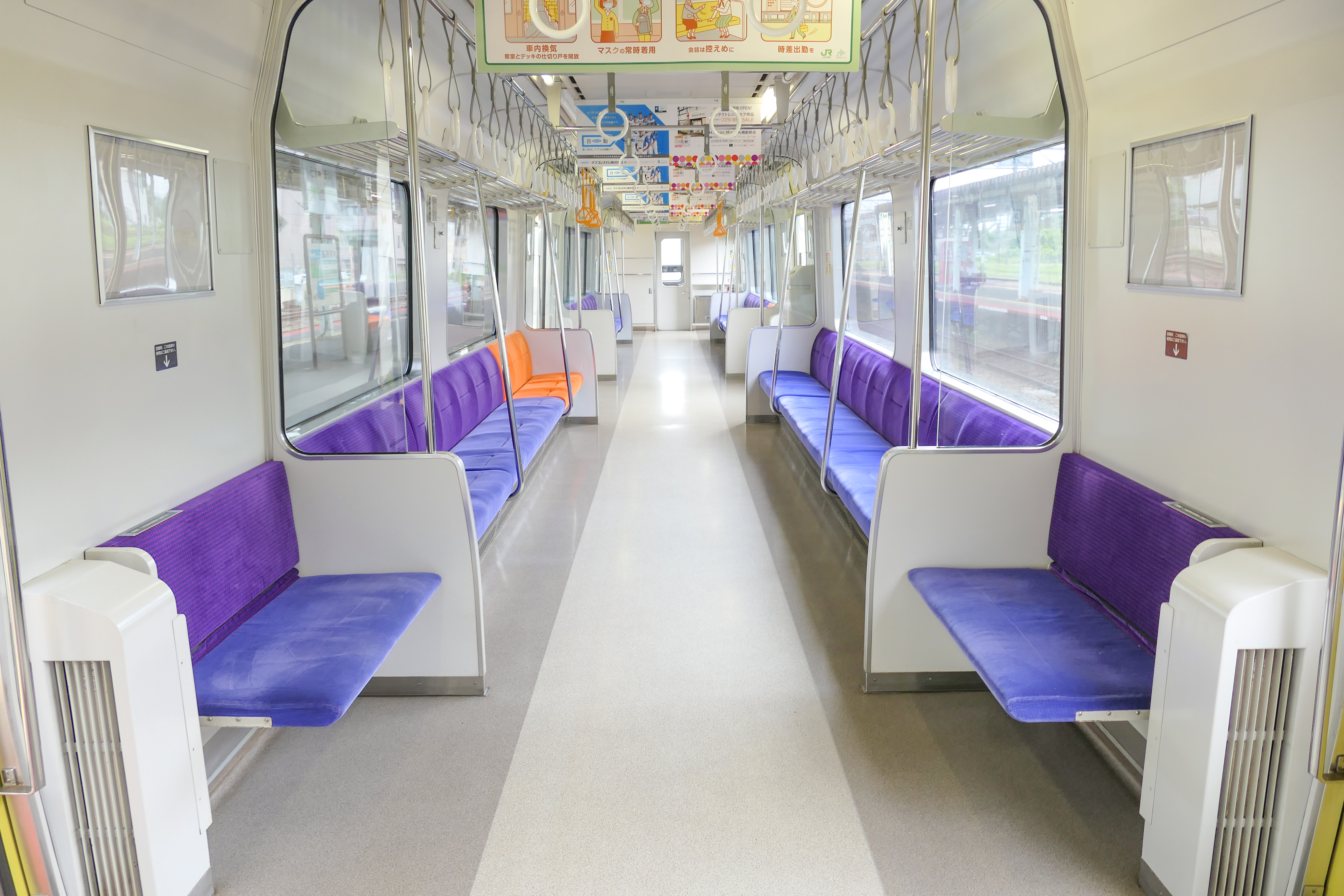
車内（跳ね上げ式座席使用時）
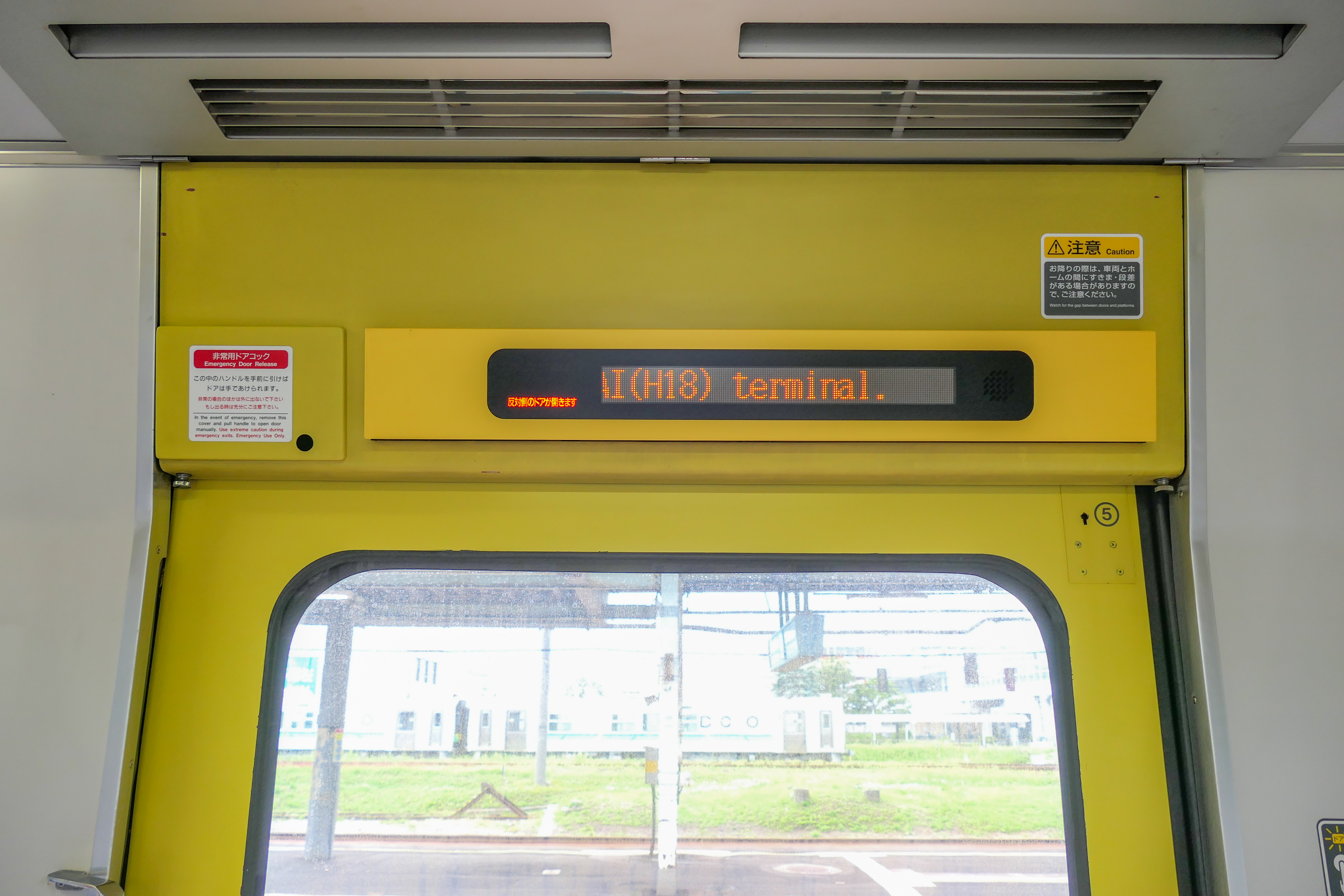
3色LED式の車内案内表示装置
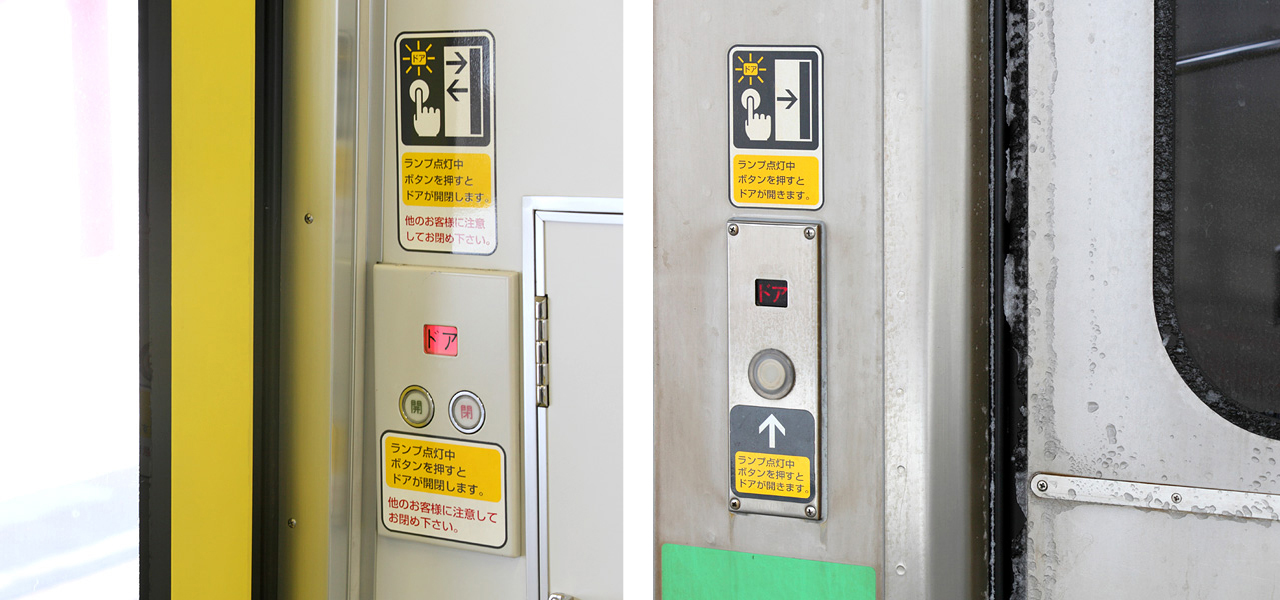
乗客用半自動ドアスイッチ（内・外）

### 機器類
シミュレーションから、走行機器は「721系並の性能確保」が開発目標とされ、最高速度130 km/h、曲線通過速度=本則+10 km/h、起動加速度（0～60km/h）2.2 km/sを達成し、加速度については130 km/hにおいても0.8 km/sの加速余力を持つ。
M車が搭載する主回路機器・主電動機は1994年（平成6年）落成の721系F-1009編成で試験を行った方式が本採用され、制御は素子にIGBT(2000V/500A 1C2M) を用いたVVVFインバータ制御、主電動機は新開発のかご形三相誘導電動機 N-MT731形 (定格出力230kW) である。
台車も新開発の軸梁式ボルスタレス台車（ヨーダンパ付き）、N-DT731形（動台車）・N-TR731形（付随台車）が採用された。これは、721系のものをベースに、低床化のために車輪を振子車両で実績のある新製時直径810 mm としたものである。
ブレーキシステムは鉄道総合技術研究所と開発した、回生ブレーキ電気指令式空気ブレーキを採用する。基礎ブレーキ装置は苗穂工場製の高粘着合成鋳鉄制輪子を採用した両抱き式踏面ブレーキで、これとマルチモード滑走・再粘着制御により、どのような条件においても130 km/h から十分な余裕をもって600 m 以内での停止が可能であり、試験でも自然降雪・レール面凍結の状況下で、130 km/hから470 mで停止している。
冷房装置は各車の床下に室外機を、屋根上に室内機を設置したセパレート形（34.88 kW ≒ 30000kcal/h）を搭載している。
パンタグラフは当初、721系と同一の下枠交差型を搭載したが、後に着雪防止対策として、全車がシングルアーム型（N-PS785形）に交換された。G-120・G-121編成はパンタグラフは当初からシングルアーム式を搭載し、主変換装置の仕様も変更されている。

## 編成
編成は中間電動車（モハ731形：M車）を制御付随車（クハ731形：Tc1、Tc2車）で挟んだ3両（Tc1-M-Tc2）を固定ユニットとして構成される。
以下、方面を示す場合、札幌駅在姿を基準とする。
編成番号は中間電動車モハ731形の車両番号に識別記号「G」を付し、「G-101」と表記される。
クハ731形100番台（Tc1）
編成の岩見沢・滝川方制御付随車。先頭部に自動幌装置を持つ。また、客室内後位にトイレを設置する。
モハ731形100番台 (M)
中間電動車屋根上に集電装置、床下に主変圧器・主変換装置を搭載する。
クハ731形200番台 (Tc2)
編成の小樽方制御付随車。床下に補助電源装置と電動空気圧縮機、蓄電池を搭載する。バリアフリー対応として、客室後位に車椅子スペースを設置する。
|                       | ← 滝川・苫小牧・新千歳空港 小樽・北海道医療大学 → |                      |                        |
| 形式                  | クハ731形 -100 （Tc1）                            | モハ731形 -100 （M） | クハ731形 -200 （Tc2） |
| 搭載機器              |                                                   | PT,MTr,CI            | SIV,CP,Bt              |
| 自重                  |                                                   |                      |                        |
| 車内設備              | WC                                                |                      | 車椅子                 |
| 定員 （）内は座席定員 | 141 (50)                                          | 151 (52)             | 143 (50)               |

凡例
- Tc：制御車
- M：電動車
- MTr：主変圧器
- CI：主変換装置
- SIV：補助電源装置（静止形インバータ）
- CP：電動空気圧縮機
- PT：集電装置
- Bt：蓄電池
- WC：トイレ
- 車椅子：車椅子スペース

## 改造

### 重要機器取替工事
5次車（G-120・G-121編成）を除く57両については、製造後20年が経過して主変換装置の劣化が顕著になったことから、これらの換装を中心とした、電子機器・台車重要部品の取替工事が2017年（平成29年）から2020年（令和2年）度にかけて実施された。5次車についても、2024年（令和6年）度から実施されている。

### その他
上記重要機器取替工事に合わせて自動幌装置の撤去及び優先席の更新（灰色から橙色）、転落防止幌の設置が行われた。以下の表も参照。
- 改造所…札幌：札幌運転所、苗穂：苗穂工場

## 運用
本系列は全車両が札幌運転所に配置され、札幌都市圏およびその周辺地区を中心とした以下の区間で、普通列車として運用されている。かつては区間快速（「いしかりライナー」）列車としての運用もあったが、2020年（令和2年）3月14日ダイヤ改正で廃止された。
基本的に相互に連結可能な721系（3両編成）・733系（0番台）・735系と共通で運用され、一部の運用では2編成を併結した6両編成となる。ただしキハ201系との連結は本系列のみ対応しているため、当該列車とその前後の運用には本系列が限定運用される。
キハ201系との併結は、2018年現在日本で唯一の電車と気動車による協調運転である。
- 函館本線：小樽駅 - 札幌駅 - 滝川駅
- 千歳線・室蘭本線：札幌駅 - 苫小牧駅
- 札沼線（学園都市線）：札幌駅 - 北海道医療大学駅
  - 電化後の2012年（平成22年）6月1日から乗り入れを開始した[JR 2]。

## 車歴表
- 製造…川重：川崎重工業、日立：日立製作所
- 配置…札幌：札幌運転所